# Alexios Komnenos (med-kejser)
Alexios Komnenos, latiniseret som Alexius Comnenus ( græsk: Ἀλέξιος Κομνηνός ), var den ældste søn af den byzantinske kejser John II Komnenos og hans kone Eirene fra Ungarn . Han blev født i februar 1106 på Balabista (i dag Sidirokastro ) i Makedonien, blev gjort til kejser med sin far som 16 eller 17 år og døde den 2. august 1142  i Attalia, Pamphylia . Han var en ældre bror til kejser Manuel I Komnenos og havde en tvillingsøster, Maria Komnene (plus andre søskende).
Alexios blev med-kejser i 1122, men døde pludseligt i 1142. Faderen døde blot året efter som følge af en jagtulykke. Johannes 2.'s regeringstid er mindre godt nedskrevet end hans far, Alexios 1. eller efterfølger, Manuel 1., og dækningen af hans søn Alexios' liv er således meget sparsom.
Et panegyrisk digt af Theodore Prodromos blev rettet til John og hans søn i anledning af kroningen af Alexios. Det hyldede begge herskere som "konger født af konger og kejsere, reformatorer af gamle skikke og privilegier, som august-tronen og scepterbærende er et faderligt erhvervelse, et spørgsmål om arv." 
Hans sidste sygdom beskrives: "... af den alvorligste slags og af kort varighed, havde form af en brusende feber, der angreb hovedet, som var det en akropolis."  Placeringen af Alexios død ved Attalia antyder, at han var på kampagne med sin far, der havde etableret denne by som en base, hvorfra man kunne stille de indre områder omkring Pousgous Lake -søen (sandsynligvis den moderne Beyşehir Gölü ).  Alexios yngre bror Andronikos blev anklaget for at have eskorteret liget tilbage til Konstantinopel, men mens han udførte denne pligt, blev han også syg og døde. 
Hans kones identitet er usikker. Det er muligt, at han var gift to gange, den første kone var Dobrodjeja Mstislavna fra Kiev, en datter af Mstislav I fra Kiev, og den anden var Kata fra Georgien, en datter af David IV fra Georgien . Mens begge kvinder vides at have gift med medlemmer af Komnenoi -familien, er der blevet foreslået flere teorier om identiteten af deres mand eller ægtemænd.
Hans datter Maria Komnene blev gift med pansebastos Alexios Axuch . Han var søn af John Axuch, megas domestikos (øverstkommanderende for den byzantinske hær), som var en nær ven af Johannes II.  Alexios Axuch fungerede som hertug af Kilikien og protostrator . Men han faldt til sidst i unåde hos Manuel I Komnenos i 1167. John Kinnamos og Niketas Choniates rapporterer, at anklagerne mod ham omfattede praktisering af trolddom . Han og en ikke navngivet " latinsk troldmand " blev anklaget for at have forårsaget graviditeten af Maria af Antiokia, kejserinde -konsorten, til at resultere i en abort . Det formåede de angiveligt at gøre ved at levere medicin til Maria.  Alexios sluttede sit liv som munk.  Maria Komnene, "kone til Alexios protostrator " blev nævnt i et segl. Ifølge Dictionnaire historique et Généalogique des grandes familles de Grèce, d'Albanie et de Constantinople (1983) af Mihail-Dimitri Sturdza led denne Maria af sindssyge ved slutningen af sit liv. 
De var forældre til John Komnenos "the Fat", en kortvarig rivaliserende kejser til Alexios III Angelos . Theodora Axuchina, hustru til Alexios I fra Trebizond, betragtes som en mulig datter af John the Fat. 